# Bromsgrove
Bromsgrove es una ciudad del distrito de Bromsgrove, en el condado de Worcestershire (Inglaterra). Según el censo de 2011, Bromsgrove tenía 33.461 habitantes, distrito de Bromsgrove tenía 93.637 habitantes. Está listado en el Domesday Book como Bremesgrave.